# Caridina natarajani
Caridina natarajani is een garnalensoort uit de familie van de Atyidae. De wetenschappelijke naam van de soort is voor het eerst geldig gepubliceerd in 1968 door Tiwari & R.S. Pillai.